# كارثة لاندو الجوية
طائرة كارثة لاندو الجوية من نوع أفرو تيودور تابعة لشركة إير فلايت المحدودة، واسمها (The Star Girl)، كانت في رحلة طيران خاصة من مطار دبلن الدولي في أيرلندا متجهة إلى مطار لاندو في جنوب ويلز بتاريخ 12 مارس 1950 وبها 78 راكبا و5 من الطاقم. وقد اعتبرت من أسوأ الحوادث الجوية بذلك الوقت نظرا لكثرة القتلى.

## مسار الأحداث
كانت الطقس صحو في ذلك اليوم، وقد كانت الطائرة قادمة من رحلة ولم يسجل بها أي حادث،
قال الشهود (ومن ضمنهم أحد ضباط الشرطة) بأن الطائرة اقتربت من المدرج 28 من مطار لاندو في الساعة 3:05 مساء، وكانت في ارتفاع منخفض بشكل غير طبيعي وعجلات الهبوط في حالة نزول. مما حدا بالطيار لتصحيح الانحدار وذلك بزيادة قوة المحركات ورفع مقدمة الطائرة للأعلى. ارتفعت الطائرة بثبات، ولكن معدل الرفع استمر مما جعل الطائرة ترتفع للأعلى حتى كادت أن تكون عمودية مما جعلها تنهار.
انهارت الطائرة باتجاه الأرض فاصطدم طرف الجناح الأيمن بالأرض أولا ثم تهاوت المقدمة، حتى تهشمت تماما جراء الصدمة.

## القتلى
عدد قتلى هذا الحادث تعدى أي عدد قتلى حادث قبله، فحادثة السفينة الجوية أكرون عام 1933 مات فيها 73 شخصا، وكارثة هدنبيرغ حصدت أرواح 36 شخصا. فلم تتخطاها أي حادث حتى يوم 20 ديسمبر 1952 حيث مات 86 شخصا جراء سقوط طائرة عسكرية أمريكية بالقرب من بحيرة موسى بولاية واشنطن.

## وصلات خارجية
- التقرير الرسمي لشرطة ساوث ويلز نسخة محفوظة 7 نوفمبر 2008 على موقع واي باك مشين.
- موقع متحف آثار الركبي